# جنگ قلعه طبرسی
ملّا حسین بشروئی نخستین مؤمن به سید علی‌محمد باب و از رهبران جنبش بابیه و حروف حی، که مدتی در مشهد به تبلیغ بابیه پرداخته بود، آن شهر را در ژوئیه سال ۱۸۴۸ ترک کرد و با گروهی رو به افزایش از پیروانش، پرچم سیاه موعود را که وعده داده شده بود همزمان با ظهور مهدی از خراسان بلند خواهد شد برافراشت و به سمت غرب حرکت کرد. هدف این گروه نامعلوم است اما گمان می‌رود که احتمالاْ قصد آن‌ها رفتن به آذربایجان و آزاد ساختن باب بوده باشد. شرایط در ماه سپتامبر آن سال با مرگ محمّدشاه و هرج‌ومرج و آشفتگی‌ای که قبل از به تخت نشستن پسرش ناصرالدین‌میرزا رخ داد به طرز چشمگیری تغییر کرد. ملّاحسین و همراهانش وقتی به شهر شمالی بارفروش (بابل کنونی)، در نزدیکی دریای خزر، رسیدند، توسط گروهی به رهبری یک روحانی محلی (سعیدالعلماء) مورد حمله قرار گرفتند. درگیری آغاز شد، و چندین بابی و مخالفان‌شان کشته شدند. این گروه بابی که تعدادشان اکنون به چند صد نفر رسیده بود، در آرامگاه کوچک و محلی شیخ طبرسی به تاریخ ۱۲ اکتبر پناه گرفتند.

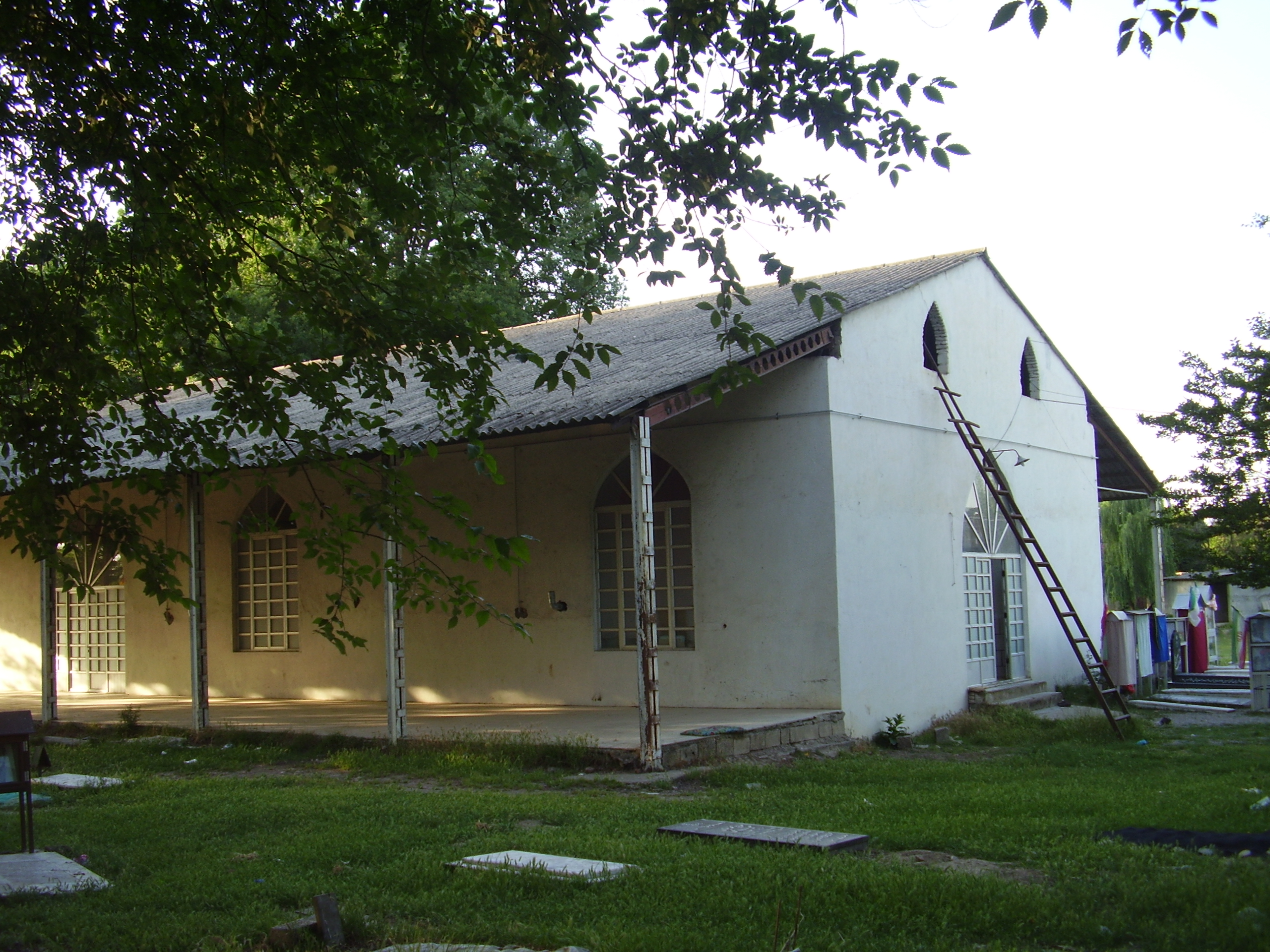
مقبرهٔ شیخ طبرسی

بابیان توسط مخالفان به شورش متهم شده و متعاقباْ توسط نیروهای مختلف محلّی و حکومتی مورد حمله قرار گرفتند. آن‌ها برخلاف انتظار به‌شدت مقاومت کردند و بسیاری از مهاجمان را به قتل رساندند. سرانجام پس از هفت ماه محاصره، بابیان که بر اثر گرسنگی ضعیف شده بودند و بسیاری از نیروهای خود را از دست داده بودند، به سوگند دروغین مهاجمان (به قرآن) برای برقراری آتش‌بس پاسخ مثبت دادند و از قلعه خارج شدند ولی بلافاصله تقریباً تماماً قتل‌عام شدند (۱۰ مه ۱۸۴۹). این ضربهٔ بزرگی به آیین جدید بود، نیمی از حروف حی در این نبرد و پسایند آن کشته شدند. محمدعلی بارفروشی، ملقب به قدوس، که رهبری بابیان در این قلعه را به عهده داشت به پیشوای روحانی محلیِ بابل (سعیدالعلماء) تحویل داده شد. به دستور سعیدالعلماء، محمدعلی بارفروشی در میدان اصلی شهر بارفروش شکنجه و کشته شد و جسدش تکه‌تکه شد.

## منبع‌شناسی
منابع رسمی و حکومتی، با جانبداری، بابی‌های شرکت‌کننده در این شورش را تحقیر و ضعیف و بی‌اصل‌ونسب معرفی کرده‌اند؛ اما در مقابل، منابع بابی از آن‌ها دفاع کرده‌اند.

## پیش‌زمینه
ادوارد براون دربارهٔ واقعهٔ قلعهٔ شیخ طبرسی می‌نویسد: پیروان سید علی‌محمد باب تحت تأثیر سخنان طاهره قرةالعین در گردهمایی بدشت، در مکانی که آرامگاه شیخ طبرسی در آنجا بود، جمع شدند. در اینجا، مردان تعلیم‌دیده برای صلح (علمای مذهبی) با نیروی شجاعت و مهارت باورنکردنی، ماه‌ها مجبور به جنگ با قوای سلطنتی بودند.

### تعداد بابی‌ها
پژوهشگران دربارهٔ تعداد دقیق بابی‌های حاضر در این شورش، اتفاق نظر ندارند. تعداد بابی‌ها را سینا فروزش حدود ۵۵۰ نفر، مؤمن بین ۵۴۰ تا ۶۰۰ نفر تخمین زده‌اند. در منابع رسمی دربار قاجار، تعداد آن‌ها تا ۲۰۰۰ نفر نیز تخمین زده شده‌است که احتمالاً چنین عددی، ناشی از مبالغه‌گویی‌های سربازانی است که می‌خواستند شکست خود را توجیه کنند. ملاحسین بشرویه درهنگام ورود به منطقه، حدود ۳۰۰ نفر سرباز به‌همراه داشت و پس‌ازآن تعداد قابل‌توجهی از جمله بابی‌های روستاهای اطراف، به او ملحق شدند. برخی از بابیان نیز نتوانستند خود را به قلعهٔ شیخ طبرسی برسانند، نظیر طاهره قرةالعین که زمانی‌که از شهر نور قصد رفتن به قلعهٔ طبرسی و پیوستن به سایر بابی‌ها را داشت، با یک اتهام قدیمی دستگیر و به تهران فرستاده شد.

### خاستگاه اجتماعی
بابی‌های قلعهٔ طبرسی، از مناطق مختلف کشور جمع شده‌بودند و فقط از اهالی مازندران نبودند. از بیشتر اقشار جامعهٔ ایران، افرادی در میان بابی‌ها حضور داشتند. کاشانی راجع به ساختن قلعهٔ طبرسی می‌نویسد: از هر کسبه میان آن‌ها حضور داشت و بنّا به بنّایی و خیاط به خیاطی و شمشیرساز به شمشیرسازی مشغول بودند.
تعداد بابی‌های حاضر در این شورش از اقشار مختلف، بدین شرح است:
| طبقهٔ اجتماعی             | تعداد |
| ------------------------ | ----- |
| اشراف، مقامات، زمین‌داران | ۱۲    |
| روحانیون رده بالا        | ۱۴    |
| تاجران عمده              | ۵     |
| روحانیون رده پایین       | ۱۲۲   |
| مغازه‌داران، پیشه‌وران     | ۴۸    |
| کارگران ناماهر           | ۶     |
| کشاورزان                 | ۷۸    |
| قبایل و عشایر            | ۱     |

## آغاز شورش
در ژوئیهٔ ۱۸۴۸، گروهی از بابیان به فرماندهی ملاحسین بشرویه به سمت مازندران حرکت کردند و در اکتبر همان سال در نزدیکی بارفروش در حرم شیخ طبرسی مستقر شدند. تعداد افراد که بشرویه به‌همراه آورده‌بود ۳۰۰ نفر بود و پس از آن نیز تعداد قابل‌توجهی از بابیان به این گروه ملحق شدند و تعداد مجموع آن‌ها بیشتر شد. فرماندهی این گروه با ملاحسین بشرویه و محمدعلی بارفروشی (مشهور به قدوس) بود. بابی‌ها قلعه‌ای بنا کردند و به‌گفتهٔ خسروی، شورش از همین‌جا آغاز می‌شود که بابیان بر سر مقبرهٔ شیخ طبرسی برای خود استحکامات دفاعی بنا کردند. برخی دیگر از بابیان نیز به تهیهٔ سلاح و تمرین و آموزش جنگی پرداختند. شورش بابی‌ها در مازندران، یکی از چهار برخورد جدی آن‌ها با شیعیان، و نخستین شورش مسلحانهٔ آن‌ها بود. پس از آن، بین ۱۳ اکتبر ۱۸۴۸ تا ۹ مه ۱۸۴۹ (۱۴ ذیقعدهٔ ۱۲۶۴ تا ۱۶ جمادی‌الثانی ۱۲۶۵) درگیری‌های پراکنده میان بابی‌ها و قوای دولتی آغاز شد که باعث شد طرفین درگیری تلفات سنگین بدهند.

## موقعیت مکانی قلعه
درست در جایی که باتلاق ختم و جنگل آغاز می‌گردد، مقبرهٔ شیخ طبرسی قرار دارد. ساختمان کوچکی که مکان مقبره را نشان می‌دهد، با ۱۰۰ متر طول و ۷۰ متر عرض، در میان مکانی پوشیده از علف قرار دارد. این محوطه، دارای تعدادی درخت انار وحشی است و با استحکامات خاکی ابتدایی و تیرک چوبی احاطه شده‌است.

## واقعهٔ شیخ طبرسی
ادوارد براون می‌نویسد:
پیروان سید علی‌محمد باب تحت تأثیر سخنان قرةالعین در واقعه بدشت، در مکانی که آرامگاه شیخ طبرسی در آنجا بود گردهم آمدند. در این‌جا، مردان تعلیم‌دیده برای صلح (علمای مذهبی) با نیروی شجاعت و مهارت باورنکردنی، ماه‌ها مجبور به جنگ با قوای سلطنتی بودند و بارها و بارها نیروهای دولتی را شکست داده و موجب شده بودند که حتی برخَی از قوای دولتی ناامید شوند. رهبر شجاع ایشان ملاحسین بشرویه بود.
بنابر آنچه که جهانگیر میرزا مؤلف (تاریخ نو) نگاشته‌است، این جنگ دو ماه قبل از وفات محمدشاه به وقوع پیوسته‌است. اردشیر میرزا حاکم مازندران سعی در سرکوب پیروان باب نمود. اردشیر میرزا پس از ناکامی در این امر، به پایتخت مراجعه نموده و امیرزاده خانلر میرزا در اواخر ماه رمضان ۱۲۶۴ هجری قمری به جای وی انتخاب شده و حاکم مازندران می‌شود. وی نیز به جهت شورش‌ها و مبارزات پی‌درپی امکان تحرک نیافته و با دریافت خبر مرگ محمدشاه به دارالخلافه مراجعت می‌نماید. این شورش‌ها در نتیجهٔ تبلیغات و آگاهی‌های اجتماعی بابیان پس از کنفرانس بدشت و پراکنده شدنشان در سطح مازندران صورت گرفت و البته در این میان نقش قرةالعین را نمی‌توان نادیده گرفت. در ابتدا خان‌های محلی و ملایان وابسته، با نیروهای تحت فرماندهی ملاحسین بشرویه، که وی را دومین مردِ نهضت بابیه به حساب آورده‌اند، درگیر می‌شوند. ملاحسین بشرویه حدود ۸۰۰ هواخواه داشته‌است. نواب امیرزاده مهدی قلی میرزا را به جای نواب خانلر میرزا مأمور داشتند و به اکابر آن ولایت در باب قلع و قمع این طایفه و حلقه فرمان صادر شد.
ملاحسین در ۲۰ کیلومتری بارفروش در محل آرامگاه شیخ طبرسی، قلعه و خندقی ساخت.
در اکتبر ۱۸۴۸ ارتش شاه (حدود ۲۰۰۰ نفر) برای سرکوب بابیان از تهران به مازندران گسیل گردید. این نیرو هم از بابی‌ها شکست خورد. نیروهای تازه‌نفسی (حدود ۷۰۰۰ نفر) از تهران به سوی قلعهٔ شیخ طبرسی فرستاده شدند و محاصرهٔ دژ بابی‌ها آغاز گردید. از آن‌سو عباسقلی خان لاریجانی که هم بدین خدمت مأمور بود، به قلعهٔ طبرسی آمد. قلعه را محصور گردانید. امیرزاده مهدی قلی میرزا از ساری، محسن‌خان سورتی و محمد کریم‌خان اشرفی و خلیل‌خان سوادکوهی را به امداد و معاونتش مأمور ساخت. بابیان از در حیلت و خدیعت (به ادعای نگارنده) طالب امان و خروج از مازندران شدند. چندان‌که عباسقلی خان را از طریقهٔ حزم و محارست بازداشتند. روحانیون علیه بابی‌ها فتوای جهاد دادند؛ اما ارتش شاه نیز کامیابی به دست نیاوردند. سرانجام ارتباط ایشان با روستاهای پیرامون بریده شد. با این حال باز هم یورش بابی‌ها ادامه داشت. در ۱۰ ربیع‌الاول سال ۱۲۶۶، یورش شبانهٔ آنان نیروهای مسلح را وادار به هزیمت کردند. در این شب با بشکه‌های نفت مکان استقرار لشکریان را به آتش کشیدند و بسیاری از جمله دو تن از فرماندهان لشکر را به قتل رساندند.
مؤلف کتاب فتنهٔ باب می‌نویسد:
چون بعد از دو ماه محاصره تسلطی حاصل نگشت شاهنشاه به اهل مازندران خشم فرموده، سلیمان‌خان افشار را فرمان داد تا با لشکری خونخوار به جانب مازندران روان شوند.
با اعزام نیروهای جدید و تمام شدن آذوقهٔ اهالی قلعه که از هفته‌ها قبل آخرین آذوقه‌ها را نیز به پایان برده بودند، قلعه پس از چهار ماه محاصره سقوط کرد. گویا تعداد اسیرشدگان ۲۱۴ نفر بود که محمدعلی بارفروشی نیز میان آنان بوده‌است. به‌جز تنی چند که گریختند، همگی بابیان را یک به یک شکم دریدند.
مهدی‌قلی میرزا (درگذشتهٔ ۱۸۵۴) شاهزادهٔ قاجار ملقب به سهام‌الملک و پسر بیستم عباس میرزا در سال ۱۲۶۲ به حکومت بروجرد و دو سال بعد به حکومت مازندران منصوب شد. در همین سال بابیان به سرکردگی محمدعلی بارفروشی و ملاحسین بشرویه در مازندران به مبارزه برخاستند و در جنگ قلعهٔ طبرسی اجتماع کردند. ناصرالدین‌شاه مهدی‌قلی میرزا را مأمور دستگیری و تسلیم آنان کرد. پس از مدت‌ها جنگ و کشته شدن ملا حسین، بابیان به دلیل قحطی و نایابی غذا در قلعه، مجبور به تسلیم شدند. به دستور مهدی‌قلی میرزا جمعی از بابیان را در قلعه کشتند و باقی را به مازندران فرستادند تا در آنجا کشته شوند.
واقعهٔ شیخ طبرسی عکس‌العمل شدیدی میان پیروان باب در نقاط مختلف کشور برانگیخت و گروه‌های مختلف بابیان برای پیوستن به ملاحسین راهی مازندران شدند. بسیاری موفق شدند خود را به محل برسانند اما نیروهای شاه جلوی گروه‌های دیگر را گرفتند. از جمله این افراد سید یحیی دارابی و میرزا حسینعلی نوری (بهاءالله) بودند که نتوانستند به ملاحسین بپیوندند.

## پایان جنگ و نتایج
بابیان بازمانده از جنگ، اسیر یا اعدام شدند. یکی از اعدام‌شدگان، محمدعلی بارفروشی بود.
ادوارد براون سرانجام واقعهٔ شیخ طبرسی و قتل دهشتناک محمدعلی بارفروشی را این‌گونه شرح می‌دهد:
بالاخره تصمیم گرفته شد که شرایط پیشنهادی را بپذیرند و قلعهٔ (طبرسی) خود را تخلیه کنند. معاهدهٔ کتبی توسط رهبران سلطنتی امضاء شد و با سوگند خوردن روی قرآن تأیید شد. در ابتدا همه چیز رضایت‌بخش به‌نظر می‌رسید. غذا جلوی بابی‌های بسیار گرسنه قرار داده شد و رهبرانشان دعوت شدند تا صبحانه را با شاهزاده مهدی خلف میرزا و عباس‌قلی خان لاریجانی که از ژنرال‌های سلطنتی بود بخورند. ضمن این‌که غذا صرف می‌شد رهبران با زبردستی موضوع را به‌سمت مذهب برگرداندند. بابی‌های غیر مظنون آزادانه و شجاعانه دربارهٔ آنچه در قلبشان بود صحبت کردند. شاهزاده با حواس جمع گوش می‌کند، هر از گاهی لبخندی می‌زند، لبخندی کاذب و ظالمانه که به موفقیت ترفند او اشاره می‌کند. او ناگهان به پا می‌ایستد، دستانش را به هم می‌زند و فریاد می‌زند که مهمانانش کفرگویی کرده‌اند. این‌که آنان باب را نه برابر، بلکه بالاتر از محمد می‌دانند. قول‌های داده شده به کافران به قوت خود باقی نیست و مانع از انتقام‌گیری برای هتک حرمت رسم و سنت معمول نمی‌شود. سربازان به داخل هجوم آوردند و رهبران بابی بی‌دفاع و بی‌سلاح را دستگیر کردند. دستان آن‌ها را به چهارمیخ کشیدند. اسیران در برابر ژنرال‌های سلطنتی به زور روی زمین کشیده می‌شدند و به فرمان آن‌ها اسیران به سمت پایین خم می‌شدند و با چاقو مجروح می‌شدند. پنج یا شش تن از رؤسای بابی از این قتل‌عام دور ماندند تا ورود پیروزمندانهٔ شاهزاده را به بارفروش مزین کنند و با بردن این‌ها و سرهایی بریده به روی نیزه‌ها، ارتش فاتح با کوفتن به طبل و دمیدن بر شیپور به سمت شهر عزیمت می‌کند. در سر راهشان آن‌ها با نمایندگانی از ملاها برخورد کردند که به ایشان به‌خاطر زبردستی‌شان تبریک گفتند و برای خون تعداد کمی از زندانیان باقی‌مانده هیاهو راه انداختند. ژنرال‌های سلطنتی در سر داشتند که این‌ها را با خود به تهران ببرند تا به شاه جوان آنان را نشان دهند که به خود جرئت داده بودند در برابر ارتش برای مدتی طولانی مقاومت کنند. ملاها به هر حال مُصِر هستند، کار به نتیجه رسیده‌است و حاج ملا محمدعلی بارفروشی و چهار پنج یارش به دشمنان دیرینه داده شدند که آن‌ها را عضو به عضو از هم می‌درند. آنان با مرگ با عزمی راسخ روبه‌رو می‌شوند، آن‌گونه که مردان شجاع باید بشوند و شب به روی بازمانده‌های آخر. به خون غلتیده و تکه‌پاره شده شیخ طبرسی سایه می‌افکند.
سعیدالعلماء یکی از روحانیون برجستهٔ بارفروش و دشمن بزرگ جنبش بابیان در مازندران بود. یک صبح، پس از آن‌که قدوس تعلیمات خود را داده بود، ملاحسین بشرویه در هنگام طلوع خورشید برخاست و به اتفاق چند تن از دوستان بابی‌اش، به طرف منزل سعیدالعلماء رفت. ملاحسین وقتی به خانهٔ وی رسید، دید که گرداگرد سعیدالعلماء را شاگردان و مریدانش دربر گرفته‌اند. ملاحسین پیغامش را رساند. او سعیدالعلماء را نصیحت کرد که «اوهام بیهوده» را از قلبش پاک کند و قدرت «دین جدید خدا» را تصدیق کند.

هنگامی که سعیدالعلماء متوجه شد که شاهزاده، درخواست قدوس را برای فرستاده شدن به تهران و محاکمه شدن در نزد شاه، پذیرفته‌است، به شاهزاده نامه‌ای به این مضمون نوشت: 
آگاه باش که در این موضوع مداخله نکنی، چرا که او ظاهری موجه و زبانی فریبنده دارد. اگر به وی اجازه داده شود تا در محضر اعلی حضرت ظاهر شود، مطمئناً وی را گمراه خواهد کرد. او را نزد من بفرست و من به تو ۱۰۰۰ تومان می‌دهم.
شاهزاده ۱۰۰۰ تومان (در برخی گزارش‌ها ۴۰۰ تومان) را پذیرفت و قدوس را به سعیدالعلماء تحویل داد. محمدعلی بارفروشی، مهم‌ترین شخص در قلعهٔ طبرسی محسوب می‌شد؛ و سعیدالعلماء که همیشه نسبت به او حسادت می‌کرد، بدین‌ترتیب سرانجام توانست وی را از سر راه بردارد.

## فهرست منابع
- فروزش، سینا. «ترکیب و خاستگاه اجتماعی شورشیان بابی با تأکید بر شورش بابی‌ها در مازندران».
- فوران، جان (۱۳۸۰). مقاومت شکننده. ترجمهٔ احمد تدین. تهران: رسا.

- Stenstrand'S, August J; Browne, Edward G (2006). "BABISM".  In al-Ahari, Muhammad Abdullah (ed.). THE COMPLETE CALL TO THE HEAVEN OF THE BAYAN (به انگلیسی). Daltaban Peyrevi. Chicago: Magribine Press. pp. ۲۰۰.
- "Babism#ii. Babi executions and uprisings". Iranicaonline (به انگلیسی).
- M. Momen, “The Social Basis of the Bābī Upheavals in Iran (1848-53): A Preliminary Analysis,” IJMES 15, 1983, pp. 157–83.
- Najmabadi, Afsaneh; Joseph, Suad (2005). Encyclopedia of Women & Islamic Cultures: Family, law, and politics (به انگلیسی). Vol. ۲. Brill NV. Archived from the original on 7 May 2012. Retrieved 16 دی 1390. {{cite book}}: Check date values in: |تاریخ بازبینی= (help)
- Momen، Moojan (۱۹۸۳). «The Social Basis of the Babi Upheavals in Iran». International Journal of Middle East Studies.